# لي جونج مين
لي جونج مين (21 مايو 1987 بغيونغي في كوريا الجنوبية - ) هو لاعب كرة قدم كوري جنوبي في مركز الدفاع. لعب مع أفيسبا فوكوكا ومونتيديو ياماغاتا ونادي توشيغي وMatsumoto Yamaga FC ‏.

## روابط خارجية
- لي جونج مين على موقع رابطة كرة القدم اليابانية للمحترفين (اليابانية)
- لي جونج مين على موقع قاعدة بيانات كرة القدم.إي يو (الإنجليزية)
- لي جونج مين على موقع Soccerway.com (الإنجليزية)